# ووشترهاوزن
ووشترهاوزن (به آلمانی: Wusterhausen/Dosse) یک شهر در آلمان است که در اوست‌پریگنیتس-روپین واقع شده‌است. ووشترهاوزن ۶٬۵۳۲ نفر جمعیت دارد.

## خواهرخوانده
شهرهای مونفرمی و ادواشت خواهرخوانده‌های ووشترهاوزن هستند.